# Горгота (Димбовіца)
Горгота (рум. Gorgota) — село у повіті Димбовіца в Румунії. Входить до складу комуни Резвад.
Село розташоване на відстані 75 км на північний захід від Бухареста, 7 км на північний схід від Тирговіште, 75 км на південь від Брашова.

## Населення
За даними перепису населення 2002 року у селі проживали 1394 особи, усі — румуни. Усі жителі села рідною мовою назвали румунську.